# Tolly Cobbold Classic 1981
Das Tolly Cobbold Classic 1981 war ein professionelles Snooker-Einladungsturnier im Rahmen der Saison 1980/81. Es wurde am 24. und 25. Februar 1981 in der Corn Exchange im englischen Ipswich ausgetragen. Sieger des Turnieres mit nur vier Teilnehmern wurde der Engländer Graham Miles, der im Finale Cliff Thorburn aus Kanada besiegte. Thorburn spielte mit einem 103er-Break das höchste Break des Turnieres und zugleich das einzige Century Break.

## Preisgeld
Namensgebender Sponsor war Tolly Cobbold, eine Brauerei aus Suffolk. Insgesamt wurde ein Preisgeld von 5.400 Pfund Sterling ausgezahlt, etwa 2.000 £ als im Vorjahr.
|           | Preisgeld |
| --------- | --------- |
| Sieger    | 2.000 £   |
| Finalist  | 1.500 £   |
| Platz 3   | 1.000 £   |
| Platz 4   | 900 £     |
| Insgesamt | 5.400 £   |

## Turnierverlauf
Die vier Teilnehmer begannen das Turnier mit einer Gruppenphase, in der ein einfaches Rundenturnier ausgespielt wurde. Anschließend wurde aus den Ergebnissen eine Abschlusstabelle erstellt. Die Spieler auf Platz eins und zwei trafen anschließend im Endspiel aufeinander, die Spieler auf Platz drei und vier im Spiel um Platz drei.

### Gruppenphase
Die vier Teilnehmer trafen jeweils einmal auf jeden ihrer Gegenspieler. Jede Partie ging über vier Frames, wodurch auch Unentschieden möglich waren. In der Abschlusstabelle belegten Cliff Thorburn und Graham Miles punktgleich den ersten Platz, Kirk Stevens hatte sich mit einem Sieg über Alex Higgins den dritten Platz gesichert.
| Pos. | Spieler        | Partien | S | U | N | Frames | Punkte |
| ---- | -------------- | ------- | - | - | - | ------ | ------ |
| 1    | Cliff Thorburn | 3       | 2 | 1 | 0 | 10:2   | 5      |
| 1    | Graham Miles   | 3       | 2 | 1 | 0 | 10:2   | 5      |
| 3    | Kirk Stevens   | 3       | 1 | 0 | 2 | 3:9    | 2      |
| 4    | Alex Higgins   | 3       | 0 | 0 | 3 | 1:11   | 0      |

| Spiel | Spieler 1      | Ergebnis | Spieler 2    |
| ----- | -------------- | -------- | ------------ |
| 1     | Graham Miles   | 04:04    | Alex Higgins |
| 2     | Graham Miles   | 04:04    | Kirk Stevens |
| 3     | Kirk Stevens   | 13:13    | Alex Higgins |
| 4     | Cliff Thorburn | 2:2      | Graham Miles |
| 5     | Cliff Thorburn | 04:04    | Kirk Stevens |
| 6     | Cliff Thorburn | 04:04    | Alex Higgins |

Spiel um Platz 3
Stevens und Higgins trafen anschließend im Spiel um Platz 3 aufeinander, das im Modus Best of 3 Frames gespielt wurde. Stevens gewann 2:0.
| Spiel | Spieler 1    | Ergebnis | Spieler 2    |
| ----- | ------------ | -------- | ------------ |
| 1     | Kirk Stevens | 02:02    | Alex Higgins |

### Finale
Die beiden Erstplatzierten der Abschlusstabelle, Cliff Thorburn und Graham Miles trafen nun im Endspiel aufeinander. Während Graham Miles’ beste Zeit längst vorüber war – er war 1974 Vize-Weltmeister geworden –, stand Cliff Thorburn in seiner vollen Blüte, nachdem der Kanadier die Snookerweltmeisterschaft 1980 gewonnen hatte. Trotzdem ließ Miles Thorburn keine Chance und entschied das Endspiel klar mit 5:1 für sich. Miles’ Sieg wurde in der Snooker-Welt als Überraschung bewertet.
| Finale: Best of 9 Frames Corn Exchange, Ipswich, England, 25. Februar 1981 |                |                |
| Graham Miles                                                               | 5:1            | Cliff Thorburn |
| 52:37 (51), 84:16, 65:53, 40:63, 73:31, 88:24                              |                |                |
| 51                                                                         | Höchstes Break | –              |
| –                                                                          | Century-Breaks | –              |
| 1                                                                          | 50+-Breaks     | –              |